# Sylvain Gutmacher
Pour les articles homonymes, voir Gutmacher.
Sylvain Gutmacher (né le 5 mars 1922 en Pologne et mort le 28 mars 1948) est un étudiant belge, d'origine polonaise, quand il doit cesser ses études à l'Université Libre de Bruxelles, à cause des lois antisémites durant la Seconde Guerre mondiale.
Le 31 octobre 1942, il est arrêté par la Gestapo, alors qu'il donne des cours à des enfants juifs. Il est déporté à Auschwitz, où il est détenu un an. En septembre 1943, avec 5 000 autres prisonniers, il est transféré à Varsovie, pour déblayer les ruines du Ghetto de Varsovie, puis à Dachau.
Il rentre en Belgique en mai 1945 et se lance dans l'écriture. Il ne peut se débarrasser du poids de la Shoah. Il se suicide le 28 mars 1948.

## Biographie
Sylvain Gutmacher est né le 5 mars 1922, en Pologne. Il a un an quand il arrive en Belgique avec ses parents. Ces derniers, Szlama Gutmacher et Sura Gutmacher, quittent la Pologne pour fuir la misère et l'antisémitisme. Son frère, Félix Gutmacher, est né le 31 janvier 1926 à Bruxelles.

### Seconde Guerre mondiale
Au début de la Seconde Guerre mondiale, il est étudiant à l'Université Libre de Bruxelles. Il doit cesser ses études à cause des lois antisémites.
Son père Szlama Gutmacher est déporté à Auschwitz où il meurt. Sa mère se suicide à Bruxelles en 1942.
Son frère Félix Gutmacher est arrêté par la Gestapo en septembre 1942, âgé de 16 ans ; il est transféré au camp de rassemblement SS de la Caserne Dossin à Malines puis déporté dans différents camps de travail.
Le 31 octobre 1942, Sylvain Gutmacher est arrêté par la Gestapo, alors qu'il donne des cours à des enfants juifs. Il est déporté à Auschwitz, où il est détenu un an. En septembre 1943, avec 5 000 autres prisonniers, il est transféré à Varsovie, pour déblayer les ruines du Ghetto de Varsovie complètement détruit par les nazis. Il est atteint du typhus exanthématique. Il est transféré au camp de Dachau, où il est libéré le 29 avril 1945 par l'armée américaine. Il retourne en Belgique en mai 1945 et se lance dans l'écriture. Il ne peut se débarrasser du poids de la Shoah. Il se suicide le 28 mars 1948.

## Œuvre
- Sylvain Gutmacher. Auschwitz - Dachau novembre 1942, mai 1945 - Témoignages, poèmes, contes.. Paris: Riveneuve, 2010.  (ISBN 2360130161),  (ISBN 9782360130160)[5]